# Самогов, Нурбий Амербиевич
Нурбий Амербиевич Самогов (род. 30 мая 1959, Кошехабльский район, Краснодарский край) — российский государственный деятель, Член Совета Федерации Федерального Собрания Российской Федерации 2011—2012, Председатель Центральной Избирательной комиссии Республики Адыгея.

## Биография
Родился 30 мая 1959 года в а. Кошехабль Кошехабльского района Краснодарского края. В 1982 году окончил Майкопский сельскохозяйственный техникум. В 1994 году окончил Кабардино-Балкарский аграрный институт по специальности «механизация агромелиоративных работ», в 2012 году — Финансовый университет при Правительстве Российской Федерации по специальности «финансы и кредит», с отличием.
С 1974 года экспедитор хлебопекарни Кошехабльского района.
1977—1979 годы — служба в рядах Вооружённых сил СССР по призыву (командир отделения РВСН).
В 1979—1988 годах — работал в сфере автотранспорта на различных должностях.
В 1988—1993 годах — директор автобазы Кошехабльского Райпотребсоюза.
В 1993—1995 годах — директор сельхозпредприятия «Салют».
В 1995—1998 годах — начальник Департамента по контролю банковских операций и движению нефтепродуктов Краснодарского филиала АОЗТ «Атлас» город Москва.
В 1998—2010 годах — директор ООО сельхозпредприятия «Салют».
В 2007—2011 годах — руководитель Торгового Представительства Республики Адыгея в Москве и Московской области.
С марта 2003 по сентябрь 2011 года — депутат Государственного Совета-Хасэ Республики Адыгея III, IV и V-го созывов
C 2006 года по март 2011 года — председатель Комитета Государственного Совета — Хасэ Республики Адыгея по топливно-энергетическому комплексу и промышленности.
В 2011—2012 годах — Член Совета Федерации Федерального Собрания Российской Федерации от законодательного органа государственной власти Республики Адыгея, член Комитета Совета Федерации по финансовым рынкам и денежному обращению, заместитель председателя Комиссии Совета Федерации по взаимодействию со Счетной Палатой Российской Федерации.
С февраля 2012 года по июль 2012 года — начальник Управления по развитию корпоративного и розничного бизнеса ЗАО «РИАБАНК».
21 июня 2012 года назначен членом Центральной избирательной комиссии Республики Адыгея с правом решающего голоса.
9 июля 2012 года избран Председателем Центральной избирательной комиссии Республики Адыгея.
В Центральной избирательной комиссии Адыгеи отвечает за взаимодействие с государственными органами и органами местного самоуправления по вопросам, связанным с подготовкой и проведением выборов и референдумов, взаимодействие с судебными и правоохранительными органами по вопросам обеспечения и защиты избирательных прав и права на участие в референдуме граждан Российской Федерации и др.

## Семья
Женат, имеет четырёх дочерей и сына.

## Награды
- Медаль «Слава Адыгеи»[5]
- Почётным знаком Государственного Совета-Хасэ Республики Адыгея «Закон. Долг. Честь»,
- Почётной грамотой Совета Федерации Федерального Собрания Российской Федерации
- Почётной грамотой Государственного Совета — Хасэ Республики Адыгея.
- Почётной грамотой Народного собрания Карачаево-Черкесской Республики—Парламента Карачаево-Черкссии.
- Благодарность Председателя Совета Федерации Федерального Собрания Российской Федерации,